# Église Sainte-Catherine de Bruxelles
Pour les articles homonymes, voir église Sainte-Catherine.

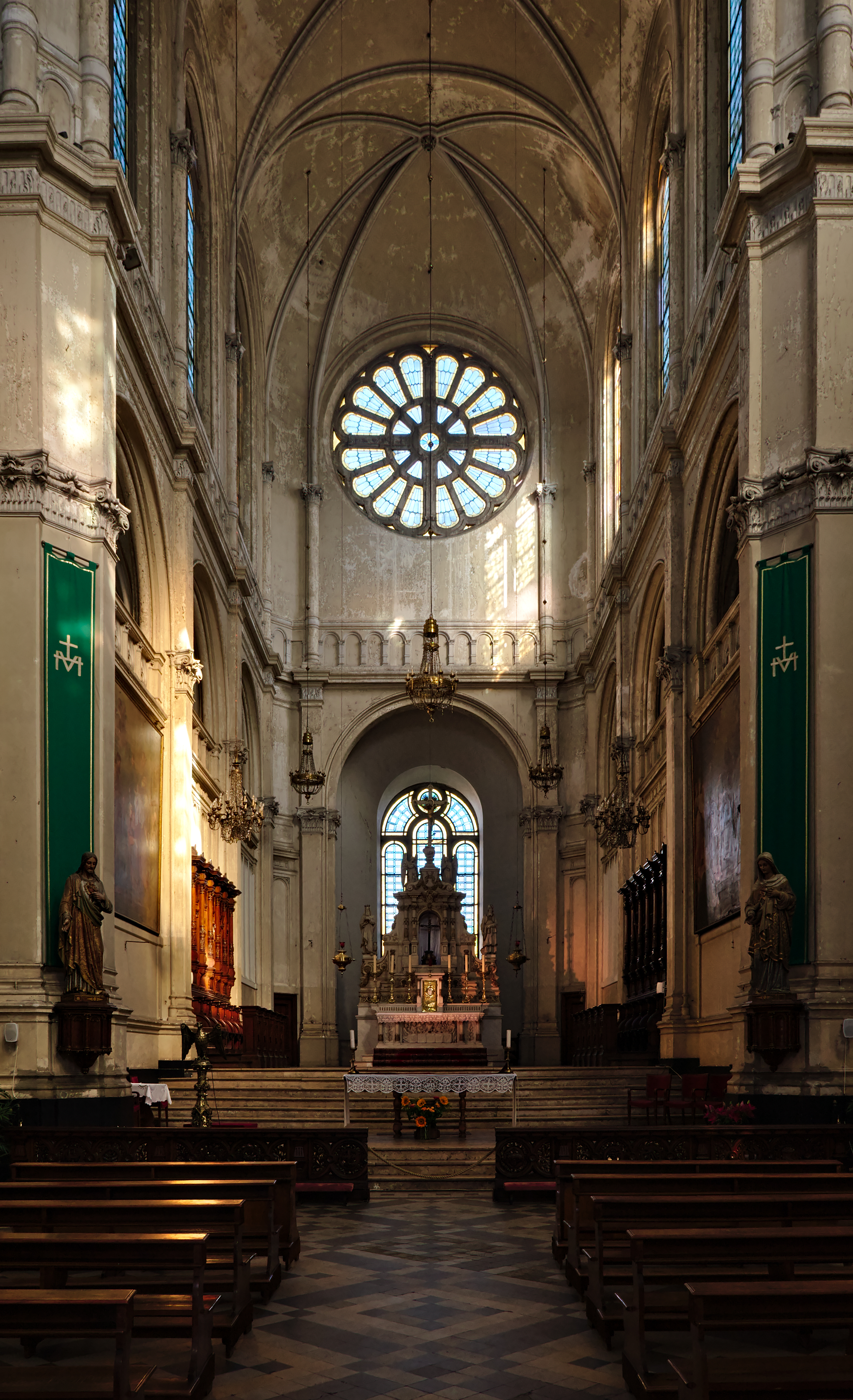
Intérieur de l'église

L'actuelle église Sainte-Catherine (en néerlandais : Sint-Katelijnekerk) a été construite à l’emplacement d'un bassin de l'ancien port de Bruxelles entre 1854 et 1874. Ouverte sur la place Sainte-Catherine, elle remplaçait un ancien édifice remontant au XVe siècle.

## Une église à l’architecture hybride

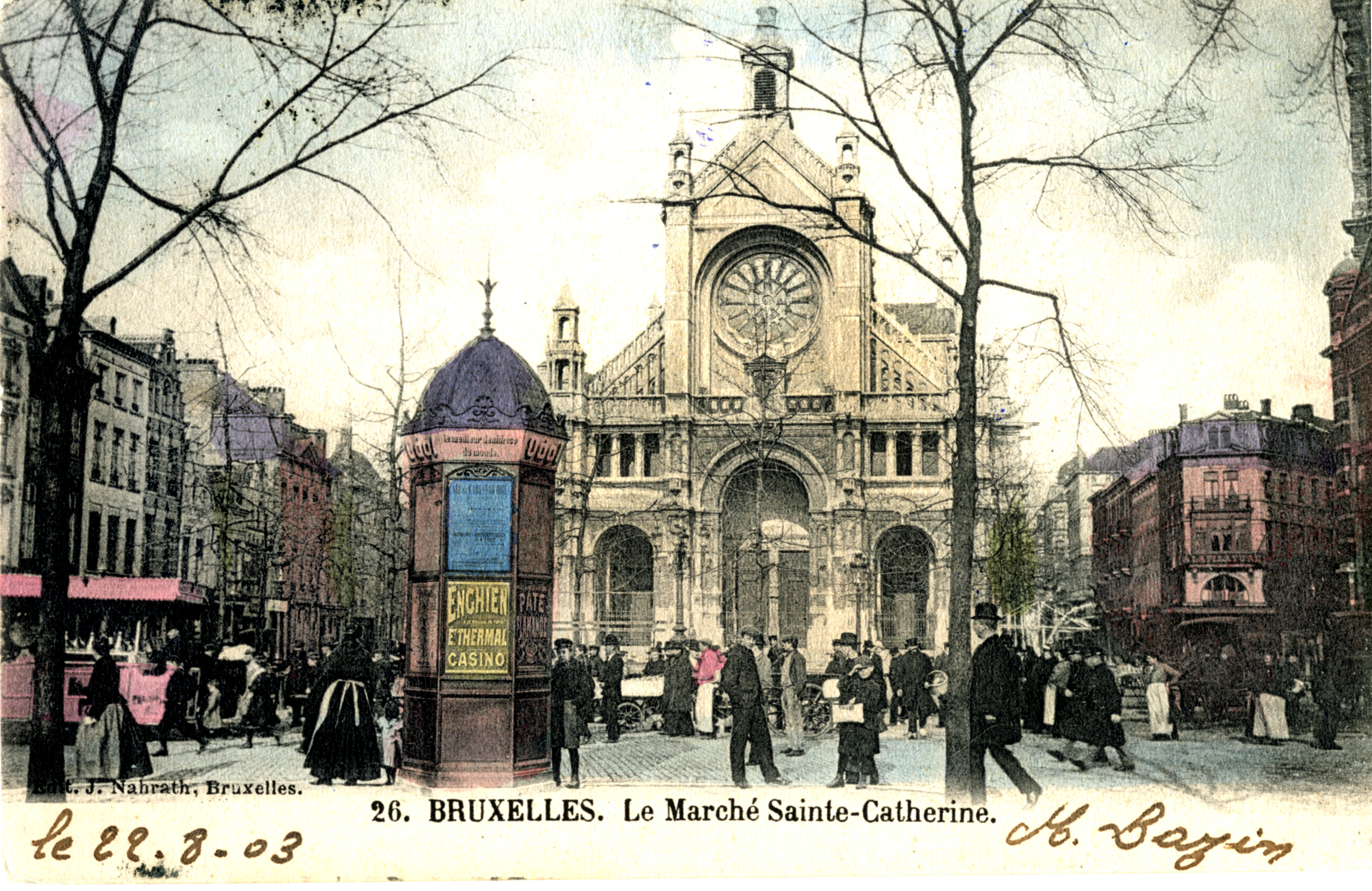
Le marché de la Place Sainte Catherine en 1900

La construction de la nouvelle église Sainte-Catherine, confiée aux talents de Joseph Poelaert et poursuivie ensuite par son élève et disciple, Wynand Janssens, avance au rythme lancinant des crédits alloués pour son édification. Vingt ans après la pose de la première pierre, elle est enfin consacrée au culte en 1874. C’est le seul édifice religieux construit dans le pentagone (centre historique de Bruxelles) depuis la fin de l’Ancien Régime.
Inspirée d’églises françaises du XVIe siècle – comme l’église Saint-Eustache près des Halles de Paris – l’église Sainte-Catherine présente une architecture hybride, entre des formes gothiques et une décoration baroque. Le soubassement massif en pierre bleue, bien à la manière de l’architecte du Palais de justice de Bruxelles, est richement profilé et scandé de puissants contreforts, couronnés de gargouilles. Il contraste avec la sobriété de l’élévation de la nef en pierre de Gobertange, soutenue par de fins arcs-boutants. Tout en équilibre, la façade principale, comme les pignons qui ferment le transept peu saillant, présentent une sorte de retable central renaissant, encadré de contreforts et surmonté d’un fronton triangulaire et d’une lanterne carrée. Dans le souci d’alléger une structure aussi massive, l’architecte a creusé systématiquement des niches dans les multiples contreforts qu’il a ensuite surmontés de lanternons. Horizontalement, ce sont des balustrades et des tribunes à colonnes qui répondent au même souci. La grille en fer forgé, qui cerne aujourd’hui[Depuis quand ?] l’édifice, provient des garde-corps du Grand Hôtel construit en 1875 par E. L’Homme à front du boulevard Anspach et démoli depuis.
L’ampleur et la sobriété de l’intérieur de l’édifice sont renforcées par l’enduit blanc qui le recouvre. Il présente un mobilier homogène, conçu en style néo-renaissance par les frères Goyers de Louvain, auquel ont été ajoutées les principales œuvres de l’ancienne église, comme le lavabo, les armoires de la sacristie. La chaire de vérité proviendrait, elle, de la cathédrale Saint-Rombaut de Malines.
Dans le côté sud du narthex, aménagé en chapelle latérale, un monument commémoratif a été érigé en souvenir du peintre Ferdinand-Marie Delvaux, mort empoisonné en 1815 près de Bologne, qui est dû au ciseau de Gilles-Lambert Godecharle et provenant de l'ancienne église Sainte-Catherine de Bruxelles.
Menacée de démolition dans les années 1950 au profit d’un parking à ciel ouvert, l’église Sainte-Catherine est toujours en attente d’une rénovation. En passe d'être désacralisée, elle est menacée de devoir fermer ses portes fin 2011, un projet de transformation du bâtiment en marché couvert étant à l'étude. Le 20 septembre 2014, à la suite d'une décision de l'archevêque de Malines-Bruxelles, l'église Sainte-Catherine à Bruxelles est rouverte au culte et mise sous la responsabilité de 4 jeunes prêtres de la Fraternité des Saints Apôtres.

## L’ancienne église Sainte-Catherine

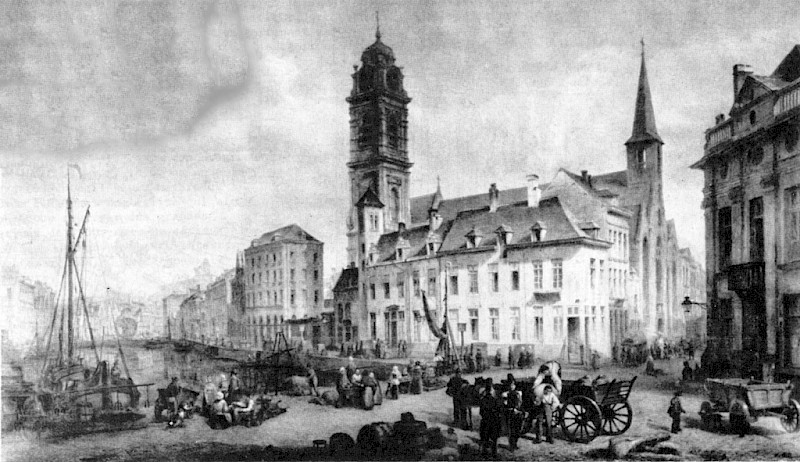
Henri Lallemand, Le marché au poisson et l'église Sainte-Catherine, 1839.

Le campanile à l’italienne qui jouxte l’entrée de l'église Sainte-Catherine est, en fait, le clocher baroque qui flanquait le chœur de l’ancienne église démolie en 1893. Celle-ci avait été édifiée par étapes entre les XIVe et XVe siècles à la place d’une chapelle du XIIIe siècleadossée aux remparts sur la rive gauche de la Senne. Agrandie entre 1629 et 1664, elle avait perdu son style gothique originel. Un nouveau chœur, flanqué de chapelles, et une tour dans le goût baroque de l’époque, lui avaient été ajoutés. Après les inondations dans le bas de la ville, provoquées par les crues de la Senne pendant la première moitié du XIXe siècle, l’édifice, trop petit pour la population grouillante du quartier, avait dû être fermé pour insalubrité. Le comblement du bassin Sainte-Catherine, propriété de la Ville, offrait alors un site idéal pour une nouvelle construction. L’ancienne église a ensuite été démolie, à l’exception de la tour carrée en grès, coiffée d’une toiture octogonale à petit bulbe et équipée, en 1745, d’une horloge à quatre cadrans et d’une flèche.
À l’emplacement de l’ancienne église, la Ville de Bruxelles a construit une centrale électrique destinée à alimenter l’éclairage public en plein développement. C’est la troisième unité du genre, entrée en fonction vers 1902. Malgré les contraintes fonctionnelles, l’architecte Émile Devreux réussit à intégrer l’établissement industriel dans le tissu urbain. Masquant l’ossature métallique de la salle des machines, ouverte sur la rue par de larges baies, la façade présente un fac-similé étonnant de celle de l’église avec une travée centrale couronnée de créneaux, un pignon à rampants allégé par des fenêtres de taille décroissante et de solides piliers latéraux qui font penser à des contreforts.
Le peintre belge Henri Lallemand a laissé plusieurs toiles montrant le bassin, l'ancienne église et le marché au poisson.

## Accessibilité
| ___ | Ce site est desservi par la station de métro : Sainte-Catherine. |

## Sources
- Th. Demey, Un canal dans Bruxelles, bassin de vie et d’emploi, Bruxelles, Badeaux, 2008, pp. 105 à 107.

### Sites web
Voir le site de l'église Sainte-Catherine rouverte en septembre 2014 : http://www.eglisesaintecatherine.be
Voir le site des amis de l'église Sainte-Catherine à 1000 Bruxelles : http://www.eglisesaintecatherinebruxelles.be
Découvrir l'orgue de l'église Sainte-Catherine : http://www.orgues.irisnet.be/fr/DetailOrgue/36/Orgue-de-tribune-neo-roman-classique--Merklin-Schyven--1866.rvb